# Mezei cickány
A mezei cickány (Crocidura leucodon) az emlősök (Mammalia) osztályának Eulipotyphla rendjébe, ezen belül a cickányfélék (Soricidae) családjába és a fehérfogú cickányok (Crocidurinae) alcsaládjába tartozó réteken, füves területeken élő, kis gerinctelenekkel táplálkozó emlősfaj.
A régebbi hagyományos rendszerbesorolások a rovarevők (Insectivora) rendjébe sorolták, de molekuláris biológiai vizsgálatok alapján ma a Eulipotyphla rend tagja. Nemének a típusfaja.

## Előfordulása
A mezei cickány Közép- és Nyugat-Európa, illetve Közép-Ázsia lakója. Elterjedésének északi határa nagyjából Közép-Németországon és -Lengyelországon át húzódik. Délen Olaszország és Görögország déli részéig található meg. Az Ibériai-félszigetről, Skandináviából és a Brit-szigetekről hiányzik. Magyarországon az egész országban előfordul, az Észak-Alföldön és a Dél-Dunántúlon gyakoribb. 
A közeli rokon keleti cickányhoz hasonlóan főként a nyílt, füves területeket, mezőket, szántóföldeket, erdőszéleket, esetleg a bokros területeket részesíti előnyben, ahol a főleg füvekből álló flóra közepesen nagyra nő. Aszályos években, amikor a fű kiperzselődik, mélyebben fekvő, nedvesebb részekre, vagy bokrosokba húzódik.

## Megjelenése

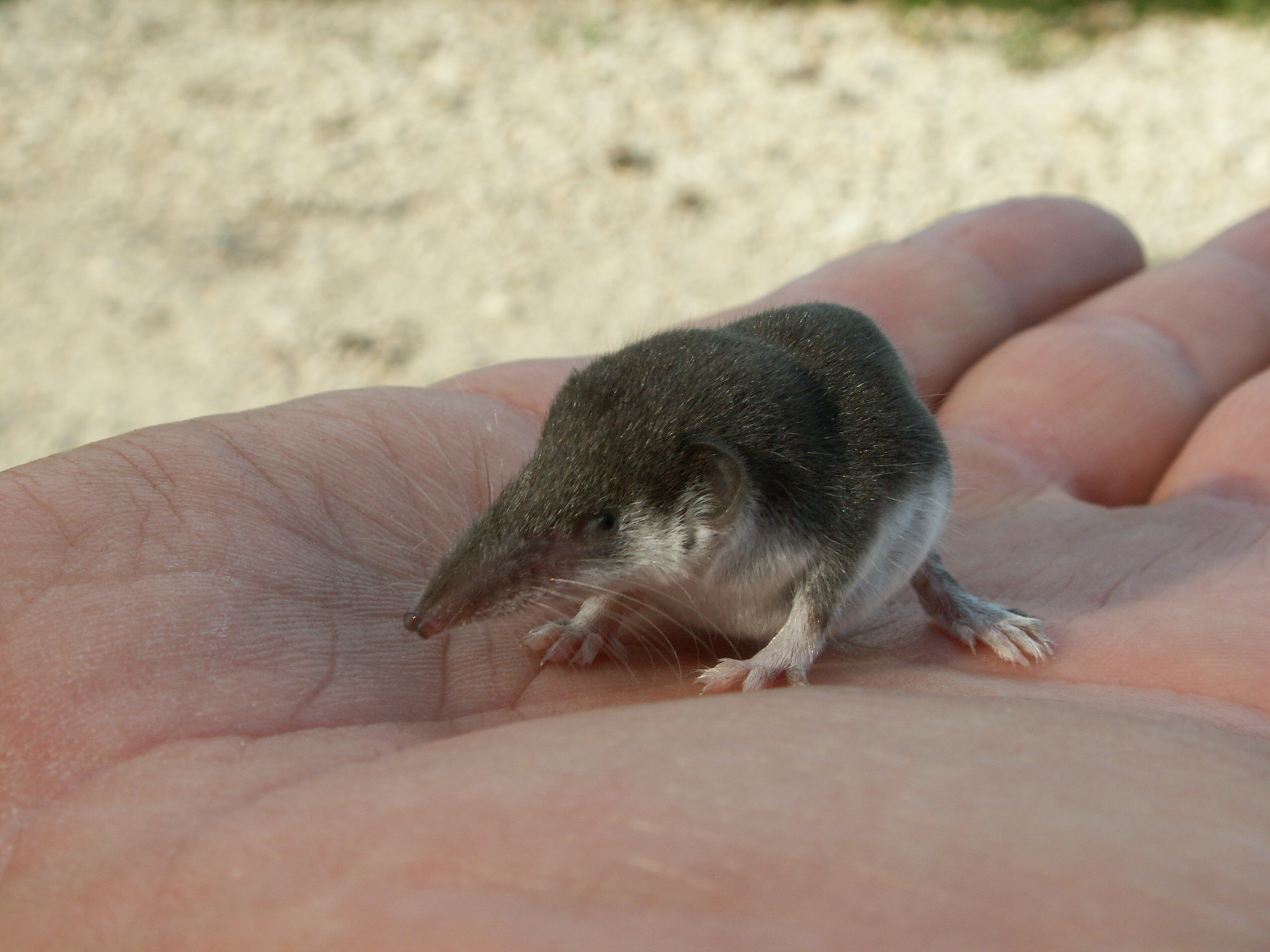

Bundája hátán szürkésbarna, hasán szürkésfehér. 
Sötétebb felső része és világos alsó része között éles az átmenet.
Farkán szürkésfehér, hosszú, szálkás szőrszálak vannak.
Feje megnyúlt, pofája hegyes, bajuszszőrei hosszúak, orra állandó mozgásban van. 
Szemei kicsik, fülei alig emelkednek ki a bundájából.
Fogai fehérek.
A mezei cickány testhossza 6,4-8,7 cm, farokhossza 2,9-4,6 cm, testmagassága 1,2-1,3 cm. Testtömege 6-13 gramm.

## Életmódja

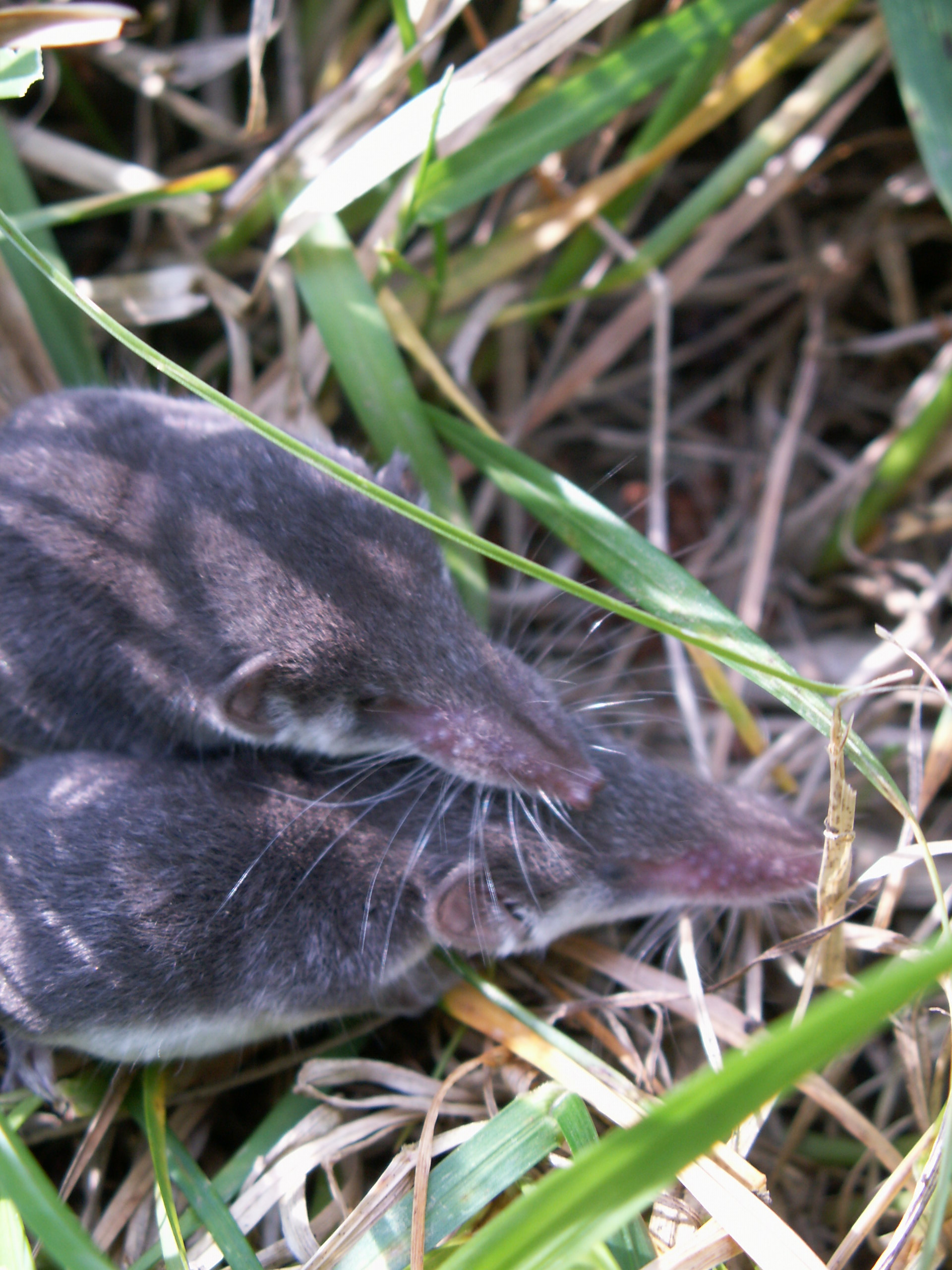

A mezei cickány a talajban és a talajfelszínen élő gerinctelenekkel táplálkozik. Étrendjét elsősorban földigiliszták, bársonylegyek lárvái, ikerszelvényesek, csigák és különféle rovarok alkotják. Növényi részeket szinte egyáltalán nem fogyaszt. Elhullott állatok maradványait is megeheti.
A cickányok anyagcseréje testméretükkel fordítottan arányos.
Minél kisebb egy állat, testfelülete a tömegéhez képest annál nagyobb, és így hővesztesége is nagyobb, ezért állandó kalóriafelvételre van szüksége.
A cickányok éjszaka és nappal is aktív állatok, hiszen naponta testsúlyuk kétszeresének megfelelő táplálékot kell felvenniük.
Ha nem találnak elég táplálékot, sajátságos merev állapotba jutnak.
Ez a merev állapot mesterségesen is előidézhető a takarmány megvonásával.
Inkább éjszaka aktív. Általában felszín alatti járataiban mozog, tápláléka egy részét is itt szedi össze. Nem alszik téli álmot, ilyenkor a hó alatti járataiban kutat élelem után.
Ellenségei a különféle baglyok (leginkább a gyöngybagoly, de kimutatták már uráli bagoly, macskabagoly, kuvik, erdei és réti fülesbagoly köpetéből is), a vörös róka, menyétfélék és a házi macska.

## Szaporodása
A mezei cickány évente 2-4 alkalommal szaporodik, szaporodási időszaka áprilistól szeptemberig tart.
Vemhességi ideje 28-31 nap, utódainak száma ellésenként 3-10.
A kölykök nagyon aprók, lárvaszerűek, teljesen csupaszok, szemük és hallójáratuk zárt.
Testtömegük 0,8-0,9 gramm.
A kölykök 18-22 napig szopnak.
Ivarérettségüket 8-10 hónapos korban érik el.
Élettartamuk 3 év.
A nőstény cickány sűrűn átköltözteti fészekalját, a pár napos kölyköket a szájában viszi át az új helyre. Körülbelül 1 hetes kortól a kölykök „karavánt” alkotva, egymás faroktövébe harapva vonulnak.

## Természetvédelmi helyzete
A mezei cickány nagy elterjedési területe és viszonylagos gyakorisága miatt a Természetvédelmi Világszövetség Vörös listáján nem fenyegetett státusszal szerepel. Kelet-Európa déli részén (leginkább Ukrajnában) létszáma az utóbbi 50 évben jelentősen lecsökkent. Magyarországon védett, természetvédelmi értéke 25 000 Ft. Elsősorban a mezőgazdasági vegyszerezés okozta mérgezés és táplálékhiány fenyegeti. Szerepel a berni konvenció III. függelékében is.